# Civilization Revolution
Sid Meier’s Civilization Revolution ist ein Ableger ausschließlich für Spielekonsolen innerhalb der Sid-Meier’s-Civilization-Spielereihe, der von Firaxis entwickelt und von 2K Games 2008 für PlayStation 3, Xbox 360, Nintendo DS, Windows Phone und iOS veröffentlicht wurde. Mit Civilization Revolution 2 existiert ein direkter Nachfolger.

## Entwicklung
Eine Version für Nintendo Wii war ebenso wie für PlayStation Portable in Arbeit. Beide wurden jedoch eingestellt, da der Entwickler nicht genügend Mannstärke aufbringen konnte. Die Umsetzung für das iPhone erschien im Nachgang.

## Spielprinzip
Civilization Revolution ist ein rundenbasiertes Strategiespiel, in dem der Spieler die Rolle einer von 16 verschiedenen Zivilisationen übernehmen kann, von denen jede über besondere Fähigkeiten verfügt und von der Vorgeschichte bis ins Weltraumzeitalter reicht. Dabei werden Kriege ausgetragen, diplomatische Beziehungen gepflegt und Technologien erforscht. In früheren Teilen hatte der Spieler mehr Kontrolle über die Spielregeln und oft konnte das Spiel mehr als zehn Stunden dauern. Für die Konsolen wurde das Gameplay vereinfacht und reduziert, so dass eine Runde nur noch etwa drei Stunden dauert.

## Rezeption
Es handele sich um ein strategisch komprimiertes, sympathisch buntes, humorvolles, jedoch leider auch unfreiwillig kitschiges Spiel. Es gäbe sinnvolle Automatismen. Das Scrolling sei jedoch nicht sauber, es kann nicht weit herausgezoomt werden. Die Mimik der eingeblendeten Anführer wiederhole sich ständig und störe dann nur noch. Von der Spieltiefe und der Aufmachung könne es nicht mit dem Hauptteil konkurrieren.